# دلووها لووتشکا (ناحیه اولومووتس)
دلووها لووتشکا (ناحیه اولومووتس) (به چکی: Dlouhá Loučka) یک منطقهٔ مسکونی در جمهوری چک است که در ناحیه اولومووتس واقع شده‌است. دلووها لووتشکا ۲۶٫۵۷ کیلومتر مربع مساحت و ۱٬۸۱۶ نفر جمعیت دارد و ۳۹۸ متر بالاتر از سطح دریا واقع شده‌است.